# Don't Tell Me (bài hát của Avril Lavigne)
"Don't Tell Me" là một ca khúc của ca sĩ thu âm người Canada Avril Lavigne. Đây là đĩa đơn đầu tiên trích từ album phòng thu thứ hai của cô, Under My Skin. "Don't Tell Me" được viết bởi Lavigne, Evan Taubenfeld và được sản xuất bởi Butch Walker.

## Thực hiện
Khi được hỏi về nội dung của "Don't Tell Me", Avril Lavigne đã trả lời:
"Nó nói về sự mạnh mẽ của người phụ nữ. Ngoài kia có rất nhiều chàng trai chỉ muốn mời bạn đi ăn tối và sau đó về nhà và... lờ bạn đi. Có rất nhiều gã như thế và tôi chỉ nghĩ rằng, con gái cũng cần phải mạnh mẽ lên và đừng để bị những gã như thế tạo sức ép cho mình." (MTV.com)
Cô cũng phát biểu trong một cuộc phỏng vấn năm 2007:
"Khi tôi viết "Don't Tell Me", tôi chỉ viết, nghĩ dưới con mắt của một cô gái, và lúc đó tôi chỉ mới mười bảy tuổi, chính vì thế những suy nghĩ của tôi lúc đó đều rất trong sạch. Hồi đó tôi cũng chỉ vừa mới tốt nghiệp trung học, và có rất nhiều sức ép đè nặng lên một cô bé như tôi. Tôi rất vui mừng khi đã viết ra ca khúc đó, và vì tôi có thể hát nó bất cúa lúc nào tôi thích. Và để giới thiệu nó, bạn biết đấy, tôi đã nói với mọi người rằng, cả ca khúc viết về việc trở nên mạnh mẽ hơn. Tôi viết ca khúc này để danh tặng cho những cô gái giống như tôi hồi đó, và tôi cảm thấy thật dễ chịu khi có thể làm được điều này." (MTV.com)

## Video âm nhạc
Video âm nhạc cho "Don't Tell Me" được đạo diễn bởi Liz Friedlander và được quay tại Los Angeles, California vào tháng 3 năm 2004. Video đã nhận được đề cử cho hạng mụv Video nhạc Pop Xuất sắc Nhất tại MTV Video Music Awards năm 2004 nhưng phần thắng lại thuộc về video "It's My Life" của No Doubt.

## Danh sách ca khúc
| Đĩa đơn CD ở Úc | Đĩa đơn CD ở Úc                | Đĩa đơn CD ở Úc |
| STT             | Nhan đề                        | Thời lượng      |
| --------------- | ------------------------------ | --------------- |
| 1.              | "Don't Tell Me" (bản đĩa đơn)  | 3:26            |
| 2.              | "Don't Tell Me" (bản acoustic) | 3:38            |
| 3.              | "Take Me Away"                 | 2:57            |

| Đĩa đơn CD ở Pháp, Đức và Anh | Đĩa đơn CD ở Pháp, Đức và Anh  | Đĩa đơn CD ở Pháp, Đức và Anh |
| STT                           | Nhan đề                        | Thời lượng                    |
| ----------------------------- | ------------------------------ | ----------------------------- |
| 1.                            | "Don't Tell Me" (bản đĩa đơn)  | 3:26                          |
| 2.                            | "Don't Tell Me" (bản acoustic) | 3:38                          |

| Đĩa đơn CD ở Nhật | Đĩa đơn CD ở Nhật             | Đĩa đơn CD ở Nhật |
| STT               | Nhan đề                       | Thời lượng        |
| ----------------- | ----------------------------- | ----------------- |
| 1.                | "Don't Tell Me" (bản đĩa đơn) | 3:26              |
| 2.                | "Take Me Away"                | 2:57              |

| Đĩa đơn CD quốc tế | Đĩa đơn CD quốc tế              | Đĩa đơn CD quốc tế |
| STT                | Nhan đề                         | Thời lượng         |
| ------------------ | ------------------------------- | ------------------ |
| 1.                 | "Don't Tell Me" (bản đĩa đơn)   | 3:26               |
| 2.                 | "Don't Tell Me" (bản acoustic)  | 3:38               |
| 3.                 | "Don't Tell Me" (video âm nhạc) | 3:23               |

| Đĩa đơn CD mở rộng ở Brazil, châu Âu, Nhật, Mexico và Mỹ | Đĩa đơn CD mở rộng ở Brazil, châu Âu, Nhật, Mexico và Mỹ | Đĩa đơn CD mở rộng ở Brazil, châu Âu, Nhật, Mexico và Mỹ |
| STT                                                      | Nhan đề                                                  | Thời lượng                                               |
| -------------------------------------------------------- | -------------------------------------------------------- | -------------------------------------------------------- |
| 1.                                                       | "Don't Tell Me" (bản album)                              | 3:22                                                     |

## Xếp hạng và chứng nhận
| Bảng xếp hạng (2004)                 | Vị trí cao nhất |
| ------------------------------------ | --------------- |
| Úc (ARIA)                            | 10              |
| Áo (Ö3 Austria Top 40)               | 12              |
| Bỉ (Ultratop 50 Flanders)            | 22              |
| Bỉ (Ultratop 50 Wallonia)            | 28              |
| Canada Top 40                        | 5               |
| Đan Mạch (Tracklisten)               | 14              |
| Pháp (SNEP)                          | 53              |
| Đức (GfK)                            | 10              |
| Hungary (Rádiós Top 40)              | 30              |
| Ireland (IRMA)                       | 9               |
| Ý (FIMI)                             | 4               |
| Hà Lan (Dutch Top 40)                | 8               |
| New Zealand (Recorded Music NZ)      | 15              |
| Na Uy (VG-lista)                     | 12              |
| Russian Top 20                       | 1               |
| Tây Ban Nha (PROMUSICAE)             | 6               |
| Thụy Điển (Sverigetopplistan)        | 30              |
| Thụy Sĩ (Schweizer Hitparade)        | 9               |
| Anh Quốc (OCC)                       | 5               |
| Hoa Kỳ Billboard Hot 100             | 22              |
| Hoa Kỳ Pop Airplay (Billboard)       | 9               |
| Hoa Kỳ Adult Pop Airplay (Billboard) | 10              |

| Bảng xếp hạng (2004)     | Vị trí |
| ------------------------ | ------ |
| Australian Singles Chart | 98     |
| Swiss Singles Chart      | 94     |
| UK Singles Chart         | 115    |

| Quốc gia                                                                           | Chứng nhận | Số đơn vị/doanh số chứng nhận |
| ---------------------------------------------------------------------------------- | ---------- | ----------------------------- |
| Úc (ARIA)                                                                          | Vàng       | 35.000^                       |
| Hoa Kỳ (RIAA)                                                                      | Vàng       | 0*                            |
| * Chứng nhận dựa theo doanh số tiêu thụ. ^ Chứng nhận dựa theo doanh số nhập hàng. |            |                               |

|}

## Giải thưởng
| Năm  | Lễ trao giải                | Đề cử                                   | Kết quả   |
| ---- | --------------------------- | --------------------------------------- | --------- |
| 2004 | MuchMusic Video Awards      | Best international video by a Canadian  | Đoạt giải |
| 2004 | MuchMusic Video Awards      | People's Choice                         | Đoạt giải |
| 2004 | MTV Video Music Awards      | Video nhạc Pop Xuất sắc Nhất            | Đề cử     |
| 2004 | MTV Video Music Brasil      | Video Quốc tế Xuất sắc Nhất             | Đề cử     |
| 2004 | Canadian Radio Music Awards | Fan Choice Award                        | Đoạt giải |
| 2005 | ChartAttack.com             | Cảnh Gương Vỡ trong Video Xuất sắc Nhất | Đoạt giải |
| 2005 | ChartAttack.com             | Video Xuất sắc Nhất                     | Đề cử     |
| 2005 | ChartAttack.com             | Most Absurd in a Video                  | Đề cử     |
| 2005 | Socan Awards                | Bài hát nhạc Pop Xuất sắc Nhất          | Đoạt giải |

## Lịch sử phát hành
| Quốc gia | Ngày                | Định dạng                 | Hãng đĩa   |
| -------- | ------------------- | ------------------------- | ---------- |
| Mỹ       | 1 tháng 3 năm 2004  | Tải kĩ thuật số           | Arista/RCA |
| Mỹ       | 16 tháng 3 năm 2004 | Đài phát thanh Mainstream | Arista/RCA |
| Úc       | 19 tháng 4 năm 2004 | Đĩa đơn CD                | Arista     |
| Đức      | 26 tháng 4 năm 2004 | Đĩa đơn CD                | Arista     |
| Nhật     | 28 tháng 4 năm 2004 | Đĩa đơn CD                | BMG Japan  |
| Anh      | 10 tháng 5 năm 2004 | Đĩa đơn CD                | Arista     |

## Liên kết khác
- Video âm nhạc "Don't Tell Me"
- Trang web chính thức của Avril Lavigne